# Nicolae Burcea
Nicolae Burcea (n. 17 octombrie 1944) este un fost senator român în legislatura 1990-1992, ales în județul Teleorman pe listele partidului FSN.
În cadrul activității sale parlamentare, Nicolae Burca a fost membru în grupurile parlamentare de prietenie cu Republica Venezuela, Republica Franceză-Senat, Mongolia, Regatul Thailanda, Republica Italiană, Republica Islamică  și Canada.